# Trentino
Trentino er en autonom provins i den nordlige del af Italien. De to autonome provinser Trentino og Sydtyrol udgør regionen Trentino-Alto Adige, der betegnes som en autonom region under Italiens forfatning. Provinsen er inddelt i 178 comuni (kommuner). Provinsens hovedstad er Trento, der historisk set kendes som Trient. Trentinos areal er på 6.000 km2 med et samlet befolkningstal på 0,5 mio. Trentino er kendt for sine bjerge såsom Dolomitterne, som er en del af Alperne.